# Зимин, Илья Анатольевич
Илья́ Анато́льевич Зи́мин (1 мая 1972, Владивосток — 26 февраля 2006, Москва) — российский журналист, репортёр, автор телепередач из цикла «Профессия — репортёр» на НТВ. Лауреат премии «ТЭФИ—2002» в номинации «Репортёр».

## Биография
Родился 1 мая 1972 года во Владивостоке, в семье Анатолия и Натальи Зиминых. Окончил среднюю школу в Николаевске-на-Амуре, затем — факультет журналистики Дальневосточного государственного университета (в 1994 году). Первый опыт на телевидении — в местной телекомпании «РВК» (Российская вещательная корпорация). Работал в ТГТРК «Владивосток».
В год окончания университета получил предложение попробовать силы на НТВ.
В 1995 году стал директором Дальневосточного бюро НТВ.
С августа 2000 года работал в Москве на телеканале НТВ в программах «Сегодня», «Итоги» и «Профессия — репортёр» (первая версия, в которой выпустил фильм «Чужая родина», показанный в эфире 1 июня 2000 года).
Редактор правозащитной газеты Приморского края «Арсеньевские вести» Ирина Гребнева вспоминала:

Пока Илья возглавлял местное бюро, бригада НТВ очень чутко и быстро реагировала на любое событие. Даже в 2000 году, когда Илью перевели в Москву, его традиции на быструю и объективную реакцию на любое событие всё ещё работали. После его ухода бюро стало слабее.

В апреле 2001 года, после конфликта, связанного со сменой руководства телеканала по инициативе собрания акционеров «Газпрома», перешёл с многими другими коллегами на телеканал ТВ-6. С мая 2001 по январь 2002 года — корреспондент Службы информации телекомпании ТВ-6; работал в программах «Сейчас» и «Итоги».
С июня 2002 по июнь 2003 года продолжил работать в той же должности на телеканале ТВС, образованном журналистским коллективом старого НТВ и позднего ТВ-6 (командой Киселёва).
Являлся постоянным автором телепередачи «Новый век» на ТВС, где сделал репортажи о группе «Тату» и о взаимоотношениях России и Китая.
После закрытия ТВС в июне 2003 года вернулся на НТВ по приглашению Леонида Парфёнова и продолжил работать как специальный корреспондент Службы информации ОАО «Телекомпания НТВ» в информационных программах «Сегодня», «Намедни», «Страна и мир» и «Личный вклад» с Александром Герасимовым. Один из постоянных авторов цикла «Новейшая история» на НТВ.
С октября 2004 года Илья Зимин являлся одним из постоянных авторов и ведущих телевизионной программы «Профессия — репортёр» на том же телеканале.
Зимин вёл репортажи для информационных передач в дни катастрофы подводной лодки К-141 «Курск», из театрального центра на Дубровке, во время политического кризиса на Украине с Майдана Незалежности, а также в дни похорон Папы Римского Иоанна Павла Второго вместе с Вадимом Такменёвым сделал фильм «Тайная жизнь Папы».
Не был женат, не имел детей.

## Убийство
26 февраля 2006 года был убит при невыясненных обстоятельствах. Смерть наступила вследствие черепно-мозговой травмы затылочной части головы. Накануне убийства журналист был в ночном клубе. В квартире на столе оперативники обнаружили начатую бутылку водки. Из квартиры, предположительно, не пропали какие-либо ценные вещи, поэтому следователи отвергали версию об ограблении. Также маловероятна версия об убийстве в связи с профессиональной деятельностью. В качестве основной версии выдвигалась бытовая ссора, однако арестованный 23 июня 2006 года в Молдавии обвиняемый отрицал свою вину. Задержанный Игорь Вельчев в своё оправдание заявил, что Зимин обращался к нему «с предложениями вступить в половую связь», в ответ на что Вельчев «сильно оттолкнул его и вышел».
25 декабря 2007 года Окницкий районный суд Молдавии полностью оправдал Игоря Вельчева.
Илья Зимин похоронен на Центральном кладбище Хабаровска.